# ヤフヤ・ゴルモハマディー
ヤフヤ・ゴルモハンマディー (ラテン文字:Yahya Golmohammadi、ペルシア語: يحيى گل محمدى) はイラン出身の元プロサッカー選手、サッカー指導者である。2013年1月現在、イランサッカーリーグに所属するペルセポリスで監督を務めている。現役時代のポジションはCB。「ヤフヤ」は「ヤハヤ」と、「ゴルモハマディー」は「ゴルモハマディ」や「ゴルムハマディ」と表記されることもある。

## 選手以前
彼は1971年3月19日にマーザンダラーン州にある都市マフムーダーバードで生まれた。彼は幼少期からその才能を開花させ、プロサッカー選手を目指すことになった。

## 選手経歴

### クラブ
ヤフヤ・ゴルモハマディーはプロサッカー選手としてのキャリアをペルセポリスで開始した。彼は1989年のトラークトゥール・サージー戦でプロサッカー選手として初出場を果たした。2年後、彼はプーラーへと移籍した。プーラーでは4年間プレーし、その後1995年より再びペルセポリスでプレーした。1999年、彼はアフヴァーズのクラブフーラードに移籍したが、3年後には再びペルセポリスへと復帰した。2005年、ヤフヤはサバー・バッテリーへと移籍、チームメイトとなったイラン代表FWアリ・ダエイの助けもあり、ハズフィー・カップ初優勝を果たしただけでなく、AFCチャンピオンズリーグへと出場することになった。彼は引退を表明した2008年までサバーでプレーした。

### イラン代表
彼は冷静な判断力を持ち合わせた頭脳的なディフェンダーとしてイラン代表で活躍した。2002 FIFAワールドカッププレーオフのアイルランド代表との対戦ではアディショナルタイムに得点してチームを勝利に導いた。（得点を決めた2ndレグでは1-0で勝利したものの合計スコア1-2で地区予選敗退）この得点により一躍有名な選手となった。
2006年6月11日、ゴルモハマディーは2006 FIFAワールドカップ初戦のメキシコ代表戦で得点した（チームは1-3で敗戦）。2試合目となったポルトガル戦ではルイス・フィーゴに対し危険なタックルを行いイエローカードを受けた。ゴルモハマディーはこの試合で怪我を負っており、最終戦のアンゴラ戦には出場できない状態だった。彼は2006年のワールドカップ後にイラン代表からの引退を表明した。彼は国際Aマッチ74試合に出場、5得点を挙げた。
ゴルモハマディーは2002年アジア競技大会ではイラン代表に選出され、同大会におけるイラン代表の優勝に貢献した。

## 監督経歴

### サバー
モハンマド・ホセイン・ジヤーイーがサバー・バッテリーの監督を解任されると、ゴルモハマディーは後任監督に就任、初めて監督として采配を振ることになった。ゴルモハマディーはリーグ戦10試合を残してサバーをペルセポリス、セパハンに続く3位に導いた。これはクラブの歴史上最上位となる順位だった。次シーズンも監督を続けるよう契約交渉を行ったものの、ゴルモハマディーは契約延長を断ったため、フィールーズ・カリーミーが2008年6月に後任監督に就任した。

### タルビヤート・ヤズド
2008年7月、ゴルモハマディーはイランサッカーリーグ2部のタルビヤート・ヤズドの監督に就任した。タルビヤートは2008-09シーズンを3連勝と良いスタートを切ったものの最終的には5位でリーグ戦を終え、1部へと昇格は果たせなかった。彼は次のシーズンも指揮をとりチームを3位に導いたが、昇格プレーオフで敗れ昇格は果たせなかった。シーズン終了後、彼はタルビヤートの監督を辞任、ナサージー・マーザンダラーンの監督に就任することとなった。

### ナサージー・マーザンダラーン
2010年7月、ゴルモハマディーは彼の地元のクラブであるナサージー・マーザンダラーンの監督に就任した。クラブは2010-11シーズンを4位で終え、1部昇格を逃すことになった。2011年9月にゴルモハマディーは解任された。

### ラーフ・アーハン
アリ・ダエイがラーフ・アーハンの監督に就任すると、彼はダエイとともにアシスタントコーチに就任した。ヤフヤはダエイとともにジェリコ・ミヤッチのアシスタントコーチを務めたが、サバーから監督復帰要請があり、再びサバーへと戻ることになった。

### サバー復帰
サバーの監督を務めていたAbdollah Veisiがペイカーンの監督に就任すると、ゴルモハマディーは再び後任監督に就任した。サバー監督復帰は4年ぶりの出来事となった。ゴルモハマディーは1年契約で監督に就任した。 監督就任後初の試合はペイカーン相手の4-0の勝利で、この勝利でサバーはリーグ首位にたった。サバーは翌週まで首位を守った。サバーはペルセポリスもアウェーのアザディ・スタジアムにおいて2-0で破った。その後もガハル・ザーグロスを1-0で破ったが、ゴルモハマディーは心臓合併症により病院への入院を余儀なくされ、監督も9月24日で退任することになった。9月24日時点におけるサバーの順位は7位だった。

### ペルセポリス
2012年9月25日、ペルセポリスはゴルモハマディーがモフセン・アシューリの後任としてマヌエル・ジョゼのアシスタントコーチに就任すると発表した。彼は9月26日に正式にアシスタントコーチとして仕事を始めた。2012年12月7日、ゴルモハマディーはトレーニングキャンプの期間中にジョゼが会長から解任通告を受けると、代行監督に就任した。2012年12月10日、彼は正式に後任監督に就任し、クラブとシーズン終了まで監督を務める契約をかわした。彼はペルセポリスで新しいアシスタントコーチとしてヴィンコ・ベゴヴィッチとカリム・バゲリを指名した。
監督就任後初の試合はハズフィー・カップにおけるマラヴァーンとの対戦で、カリム・アンサリファルドのハットトリックやゴラムレザ・レザイーなどの得点もあり6-0で勝利した。リーグの初采配はサナト・ナフト戦で、2–2で引き分けた。ファジュル・セパーシー戦で2–0と勝利し、ペルセポリスにおいて初白星を挙げた。

## 個人成績
最終更新日：2010年6月3日
| クラブ成績 | クラブ成績   | クラブ成績               | リーグ | リーグ                      | カップ | カップ | 国際大会 | 国際大会 | 通算 | 通算 |
| シーズン   | クラブ       | リーグ                   | 出場   | 得点                        | 出場   | 得点   | 出場     | 得点     | 出場 | 得点 |
| イラン     | イラン       | イラン                   | リーグ | リーグ                      | カップ | カップ | アジア   | アジア   | 通算 | 通算 |
| ---------- | ------------ | ------------------------ | ------ | --------------------------- | ------ | ------ | -------- | -------- | ---- | ---- |
| 1999-00    | フーラード   | アーザーデガーン・リーグ |        |                             |        |        | -        | -        |      |      |
| 2000–01    | フーラード   | アーザーデガーン・リーグ |        |                             |        |        | -        | -        |      |      |
| 2001–02    | フーラード   | ペルシアン・ガルフカップ |        | 6                           |        |        | -        | -        |      |      |
| 2002–03    | ペルセポリス | ペルシアン・ガルフカップ | 16     | 3                           | 2      | 0      | 3        | 2        | 21   | 5    |
| 2003–04    | ペルセポリス | ペルシアン・ガルフカップ | 19     | 0                           |        |        | -        | -        |      |      |
| 2004–05    | ペルセポリス | ペルシアン・ガルフカップ | 23     | 0                           |        |        | -        | -        |      |      |
| 2005–06    | サバー       | ペルシアン・ガルフカップ | 23     | 3                           |        |        |          | 1        |      |      |
| 2006–07    | サバー       | ペルシアン・ガルフカップ | 18     | 4                           | 5      | 1      | -        | -        | 23   | 5    |
| 2007–08    | サバー       | ペルシアン・ガルフカップ | 22     | 0                           |        |        | -        | -        |      |      |
| 通算       | イラン       | イラン                   | 167    | 15\|\|\|\|\|\|\|\|3\|\|\|\| |        |        |          |          |      |      |
| 総通算     | 総通算       | 総通算                   | 167    | 15\|\|\|\|\|\|\|\|3\|\|\|\| |        |        |          |          |      |      |

## 代表歴

### 出場大会
- イラン代表
  - 2006 FIFAワールドカップ

### 試合数
- 国際Aマッチ 73試合 5得点（1993年-2006年）[9]

| イラン代表 | 国際Aマッチ | 国際Aマッチ |
| 年         | 出場        | 得点        |
| ---------- | ----------- | ----------- |
| 1993       | 3           | 0           |
| 1994       | 0           | 0           |
| 1995       | 0           | 0           |
| 1996       | 0           | 0           |
| 1997       | 11          | 0           |
| 1998       | 0           | 0           |
| 1999       | 0           | 0           |
| 2000       | 1           | 0           |
| 2001       | 13          | 2           |
| 2002       | 4           | 0           |
| 2003       | 9           | 2           |
| 2004       | 15          | 0           |
| 2005       | 11          | 0           |
| 2006       | 6           | 1           |
| 通算       | 73          | 5           |

### 得点
| # | 日時           | 場所           | 対戦相手     | スコア | 結果 | 大会種別                            |
| - | -------------- | -------------- | ------------ | ------ | ---- | ----------------------------------- |
| 1 | 2001年8月8日   | テヘラン       | オマーン     | 5–2    | 勝   | LGカップ                            |
| 2 | 2001年11月15日 | テヘラン       | アイルランド | 1–0    | 勝   | 2002 FIFAワールドカップ・アジア予選 |
| 3 | 2003年9月26日  | アンマン       | ヨルダン     | 2–3    | 敗   | AFCアジアカップ2004予選             |
| 4 | 2003年11月19日 | ベイルート     | レバノン     | 3–0    | 勝   | AFCアジアカップ2004予選             |
| 5 | 2006年6月11日  | ニュルンベルク | メキシコ     | 1–3    | 敗   | 2006 FIFAワールドカップ             |

## 監督成績
最終更新日：2024年2月15日
| クラブ               | 国         | 就任           | 辞任          | 記録   | 記録 | 記録 | 記録 | 記録   | 記録 | 記録 | 記録 |
| 試                   | 勝         | 分             | 敗            | 勝率％ | 得   | 失   | 差   |        |      |      |      |
| -------------------- | ---------- | -------------- | ------------- | ------ | ---- | ---- | ---- | ------ | ---- | ---- | ---- |
| サバー               | イランの旗 | 2008年3月28日  | 2008年6月7日  | 10     | 3    | 4    | 3    | 030.00 | 14   | 11   | +3   |
| タルビヤート・ヤズド | イランの旗 | 2008年7月2日   | 2010年7月2日  | 52     | 21   | 19   | 12   | 040.38 | 61   | 42   | +19  |
| ナサージー           | イランの旗 | 2010年7月3日   | 2011年9月1日  | 26     | 11   | 9    | 6    | 042.31 | 34   | 17   | +17  |
| サバー               | イランの旗 | 2012年6月20日  | 2012年9月24日 | 9      | 4    | 2    | 3    | 044.44 | 12   | 8    | +4   |
| ペルセポリス         | イランの旗 | 2012年12月10日 | 2013年5月31日 | 22     | 10   | 10   | 2    | 045.45 | 35   | 18   | +17  |
| ナフト・テヘラン     | イランの旗 | 2013年6月1日   | 2014年6月1日  | 32     | 16   | 9    | 7    | 050.00 | 42   | 24   | +18  |
| ゾブ・アハン         | イランの旗 | 2014年6月1日   | 2016年9月24日 | 85     | 42   | 27   | 16   | 049.41 | 137  | 76   | +61  |
| トラクター           | イランの旗 | 2017年5月24日  | 2018年1月16日 | 18     | 7    | 5    | 6    | 038.89 | 26   | 20   | +6   |
| シャフリ・ホドロ     | イランの旗 | 2018年6月1日   | 2020年1月13日 | 51     | 27   | 13   | 11   | 052.94 | 52   | 30   | +22  |
| ペルセポリス         | イランの旗 | 2020年1月13日  | 2024年1月7日  | 177    | 107  | 49   | 21   | 060.45 | 248  | 102  | +146 |
| 合計                 | 合計       | 合計           | 合計          | 462    | 238  | 138  | 86   | 051.52 | 662  | 351  | +311 |

## 獲得タイトル

### 選手時代

#### ペルセポリス
- イラン・プロリーグ

 優勝 (3) : 1995-96, 1996-97, 1998-99
- ハズフィ・カップ

 優勝 (1) : 1998-99

#### サバー・ゴム
- イラン・スーパーカップ

 優勝 (1) : 2005

#### イラン代表
- アジア競技大会

 優勝 (1) : 2002

### 指導者時代

#### ゾブ・アハン
- ハズフィ・カップ

 優勝 (2) : 2014-15, 2015-16
- イラン・スーパーカップ

 優勝 (1) : 2016

#### ペルセポリス
- イラン・プロリーグ

 優勝 (3) : 2019-20, 2020-21, 2022-23
 準優勝 (1) : 2021-22
- ハズフィ・カップ

 優勝 (1) : 2022-23
- イラン・スーパーカップ

 優勝 (2) : 2020, 2023
 準優勝 (1) : 2021
- AFCチャンピオンズリーグ

 準優勝 (1) : 2020